# Wautoma
Wautoma ist eine Kleinstadt (mit dem Status „City“) und Verwaltungssitz des Waushara County im US-amerikanischen Bundesstaat Wisconsin. Im Jahr 2010 hatte Wautoma 2218 Einwohner.

## Geografie
Wautoma liegt im Zentrum Wisconsins beiderseits des oberen White River, der über den Fox River zum Einzugsgebiet der Green Bay des Michigansees gehört. 
Die geografischen Koordinaten von Wautoma sind 44°04'29" nördlicher Breite und 89°17'16" westlicher Länge. Das Stadtgebiet erstreckt sich über eine Fläche von 7,04 km² und ist im Norden von der Town of Wautoma und im Süden von der Town of Dakota umgeben, ohne einer davon anzugehören.
Nachbarorte von Wautoma sind Wild Rose (14 km nordnordöstlich), Mount Morris (12 km nordöstlich), Redgranite (16,4 km ostsüdöstlich), Neshkoro (14,8 km südsüdöstlich), Coloma (23 km westsüdwestlich), Hancock (22 km westnordwestlich) und Plainfield (25 km nordwestlich).
Die nächstgelegenen Großstädte sind Green Bay am Michigansee (136 km nordöstlich), Wisconsins größte Stadt Milwaukee (185 km südöstlich), Chicago in Illinois (334 km südsüdöstlich), Wisconsins Hauptstadt Madison (122 km südlich) und Rockford in Illinois (229 km in der gleichen Richtung).

## Verkehr
Im Zentrum von Wautoma treffen die Wisconsin State Highways 21, 22, 73 und 152 zusammen. Alle weiteren Straßen sind untergeordnete Landstraßen, teils unbefestigte Fahrwege sowie innerörtliche Verbindungsstraßen.
Mit dem Wautoma Municipal Airport befindet sich 6,4 km südsüdwestlich des Zentrums in einer Enklave des Stadtgebiets ein kleiner Flugplatz. Die nächsten Verkehrsflughäfen sind der Outagamie County Regional Airport bei Appleton (85 km ostnordöstlich), der Austin Straubel International Airport in Green Bay (128 km in der gleichen Richtung), der Dane County Regional Airport in Madison (116 km südlich) und der Milwaukee Mitchell International Airport in Milwaukee (200 km südöstlich).

## Bevölkerung
Nach der Volkszählung im Jahr 2010 lebten in Wautoma 2218 Menschen in 945 Haushalten. Die Bevölkerungsdichte betrug 315,1 Einwohner pro Quadratkilometer. In den 945 Haushalten lebten statistisch je 2,21 Personen. 
Ethnisch betrachtet setzte sich die Bevölkerung zusammen aus 88,3 Prozent Weißen, 1,7 Prozent Afroamerikanern, 0,7 Prozent amerikanischen Ureinwohnern, 0,4 Prozent Asiaten sowie 6,3 Prozent aus anderen ethnischen Gruppen; 2,9 Prozent stammten von zwei oder mehr Ethnien ab. Unabhängig von der ethnischen Zugehörigkeit waren 15,8 Prozent der Bevölkerung spanischer oder lateinamerikanischer Abstammung. 
25,3 Prozent der Bevölkerung waren unter 18 Jahre alt, 57,5 Prozent waren zwischen 18 und 64 und 17,2 Prozent waren 65 Jahre oder älter. 49,5 Prozent der Bevölkerung waren weiblich.
Das mittlere jährliche Einkommen eines Haushalts lag bei 33.227 USD. Das Pro-Kopf-Einkommen betrug 18.329 USD. 17,7 Prozent der Einwohner lebten unterhalb der Armutsgrenze.